# Хмелёвка (приток Суслы)

Хмелёвка — река в России, протекает в Усть-Кубинском и Кирилловском районах Вологодской области. Устье реки находится в 9 км по левому берегу реки Сусла. Длина реки составляет 18 км.
Хмелёвка берёт начало в восточной части обширного болота Большой Мох в километре к западу от деревни Марковская (Авксентьевский сельсовет). Течёт на юг, крупных притоков нет. Верхнее и среднее течение реки проходят по территории Усть-Кубинского района, нижнее — по территории Кирилловского. За несколько километров до устья на левом берегу реки расположена деревня Хмелевицы. Хмелёвка впадает в Суслу у деревни Тереховская.

## Данные водного реестра
По данным государственного водного реестра России относится к Двинско-Печорскому бассейновому округу, водохозяйственный участок реки — озеро Кубенское и реки Сухона от истока до Кубенского гидроузла, речной подбассейн реки — Сухона. Речной бассейн реки — Северная Двина.
По данным геоинформационной системы водохозяйственного районирования территории РФ, подготовленной Федеральным агентством водных ресурсов:
- Код водного объекта в государственном водном реестре — 03020100112103000005153
- Код по гидрологической изученности (ГИ) — 103000515
- Код бассейна — 03.02.01.001
- Номер тома по ГИ — 03
- Выпуск по ГИ — 0